# Правдинская ГЭС-4
Правдинская ГЭС-4 — недействующая малая гидроэлектростанция на реке Лава у посёлка Курортное Правдинского района Калининградской области Российской Федерации. Вместе с Правдинской ГЭС-3 и польскими станциями составляет Лавинский гидрокаскад. Находится в законсервированном состоянии.
Проектная мощность станции 3,00 МВт (2,0 МВт×1 + 0,5 МВт×2).